# Parafia św. Józefa Oblubieńca Najświętszej Maryi Panny w Dziwnowie
Parafia pod wezwaniem św. Józefa Oblubieńca Najświętszej Maryi Panny w Dziwnowie – parafia rzymskokatolicka należąca do dekanatu Kamień Pomorski, archidiecezji szczecińsko-kamieńskiej, metropolii szczecińsko-kamieńskiej. Kościół parafialny w Dziwnowie, współczesny, o kształcie łodzi, nawiązuje do symboliki pierwotnego kościoła i trudu pracy na morzu, konsekrowany 28 sierpnia 1977. 